# Tegrolcinia karnyi
Tegrolcinia karnyi är en insektsart som beskrevs av De Jong, C. 1960. Tegrolcinia karnyi ingår i släktet Tegrolcinia och familjen vårtbitare. Inga underarter finns listade i Catalogue of Life.